# باري والاس
باري والاس (بالإنجليزية: Barry Wallace)‏ (17 أبريل 1959 بلندن في المملكة المتحدة - 17 أكتوبر 2006 بينيكسا في المملكة المتحدة) هو لاعب كرة قدم بريطاني في مركز الدفاع. لعب مع كوينز بارك رينجرز وMinnesota Strikers ‏ وTulsa Roughnecks (1993–2000) ‏ وتلسا رافنكس وFort Lauderdale Strikers (1988–1994) ‏ وكنساس سيتي كومتس ‏ وSt. Louis Ambush (1992–2000) ‏ وTacoma Stars (1983–1992) ‏ وويتشاتا وينغز ‏.

## وصلات خارجية
- باري والاس على موقع قاعدة بيانات كرة القدم.إي يو (الإنجليزية)